# Valencia Club de Fútbol
O Valencia Club de Fútbol é um clube de futebol da Espanha, da cidade de Valência, na Comunidade Valenciana.
Fundado em 18 de março de 1919, joga na Primeira Divisão espanhola e seu estádio o Mestalla, com capacidade para 48.600 espectadores.
Na classificação histórica da LFP, o Valencia ocupa a quarta colocação atrás de Real Madrid , Barcelona e Atlético de Madrid. É o quinto clube espanhol com mais títulos de competições em nível nacional (15) e o quarto com mais títulos internacionais (7), atrás de Real Madrid, Barcelona e Atlético de Madrid, tendo como conquistas da UEFA mais relevantes duas competições que eram as segundas em hierarquia continental em suas épocas, sendo em duas ocasiões vice-campeão da Liga dos Campeões da UEFA, a principal competição continental. Ademais, fazia parte do grupo dos clubes mais importantes da Europa, o extinto G-14.
Uma pesquisa realizada em Junho de 2014 pelo Centro de Investigaciones Sociologicas (CIS) apontou o Valencia como o quarto clube mais popular da  Espanha (3,5%), atrás somente do Real Madrid, Barcelona e Atlético de Madrid, o que equivale a cerca de 1.700.000 torcedores.

## História
O começo: Final dos anos 1910
O clube foi fundado em 18 de março de 1919 por um grupo de futebolistas que que decidiram formar um novo clube que representasse a cidade de Valência depois da extinção do Club Valencia de Fútbol anos antes. Nascia, assim, o Valencia Foot-Ball Club. A primeira partida do Valencia foi disputada contra o Gimnástico, em Castellón, com o Valencia a perder pelo placar de 1 a 0.
Primeiros altos e baixos: Anos 1920
Durante a década de 1920, o Valencia disputa o Campeonato Regional, o qual ganha pela primeira vez em 1923. Este título deu a oportunidade de, pela primeira vez, participar da Copa do Rei. Em 20 de maio de 1923, o Valencia inaugurou o Mestalla numa vitória de 1 a 0 sobre o Levante, com público de 17.000 espectadores. Em 1928 ocorre a primeira edição da Liga Espanhola e o Valencia joga a Segunda Divisão, após perder pro Racing Santander na pré-eliminatória, e acaba na quinta colocação.
Guerra Civil e vice: Anos 1930
Nos anos 1930, o Mestalla foi destruído durante a Guerra Civil Espanhola e teve de ser reconstruído. Em 1934, o Valencia chegou pela primeira vez à final da Copa do Rei, sendo derrotado pelo Real Madrid em Barcelona.
Década de ouro: Anos 1940
A década de 1940 é considerada por muitos a mais vitoriosa do Valencia. O clube teve de "castelhanizar" seu nome e passou a se chamar Valencia Club de Fútbol, em função da ditadura de Francisco Franco. O Valencia conquistou seu primeiro título da Copa do Rei em 1941, derrotando o RCD Espanyol na final. Na temporada 1941-42, o clube conquista pela primeira vez o Campeonato Espanhol, fato que se repetiria em 1943-44 e 1946-47. Os grandes ídolos dessa década são Epi, Mundo, Amadeo, Asensi e Gorostiza, que integravam a já mítica Dianteira Elétrica. Em 1949, conquista novamente a Copa do Rei.
Pouco movimento: Anos 1950
Durante os anos 1950, conquista novamente a Copa do Rei em 1954 e é vice-campeão em 1952. Na Liga, o Valencia não obtém grande destaque, embora também não tenha sofrido maiores percalços.
Conquistas continentais: Anos 1960
Na década de 1960 chegam os primeiros êxitos europeus, com os dois títulos da Taça das Cidades com Feiras - competição precursora da Copa da UEFA - em 1961-62 e 1962-63, conquistados contra Barcelona e Dinamo Zagreb, respectivamente. O clube também conquista outra Copa do Rei, em 1967, batendo o Athletic Bilbao na final.
Era Mario Kempes: Anos 1970
A década de 1970 se inicia com um novo título espanhol, em 1970-71. Em 1976, chega, vindo do Rosario Central, o centroavante Mario Kempes, que marcaria época no clube. Em sua primeira temporada, obteve a artilharia da Liga Espanhola com 24 gols. Em 1978-79, o Valencia conquista mais uma Copa do Rei, vencendo o Real Madrid na final por 2 a 0, com dois gols do matador argentino.
Recopa e crise no Valencia: Anos 1980
Não obstante os anos 1980 tenham começado com mais um título europeu, desta vez o da Recopa Europeia (1979-80), esta é considerada uma década ruim para o valencianismo. O Valencia se viu obrigado a vender Kempes para o River Plate. As obras no Mestalla para a Copa do Mundo de 1982 levaram o clube a uma grave crise financeira.
Em 1982-83, o Valencia escapou do rebaixamento com uma vitória sobre o Real Madrid por 1 a 0, na última rodada. A dívida seguiu aumentando ano após ano, o que afetou o rendimento dentro de campo. Em 1985-86, o Valencia cai para a Segunda Divisão, retornando no ano seguinte com um time repleto de jogadores das divisões de base. O presidente responsável pelo acesso foi Arturo Tuzón, que recuperou também as finanças do clube.
Recuperação: Anos 1990
Já no início dos anos 1990, o Valencia dá mostras de sua recuperação ao ser vice-campeão espanhol na temporada 1989-90. Em 1992, o clube se converte numa Sociedade Anônima. Ademais, a década ficou marcada por campanhas razoáveis, exceto a de 1995-96, quando o Valencia terminou vice-campeão. Em seguida faz uma mega contratação de um dos melhores jogadores do mundo em atividade na época, o brasileiro Romário pagando o maior salário do mundo pago para um jogador em 1996, porém o alto investimento não foi o suficiente para render grandes conquistas, Romário pouco dura no Valência ganhando apenas alguns torneios amistosos.
Em 1999, o time dirigido por Claudio Ranieri conquista a Copa do Rei, batendo o Atlético de Madrid na final por 3 a 0.
Êxitos e vices: Anos 2000
Na década de 2000, o Valencia obtém muitos êxitos. Na temporada 1999-00, chega pela primeira vez à final da Liga dos Campeões da UEFA, sendo derrotado pelo Real Madrid na final pelo placar de 3 a 0. No ano seguinte, chega outra vez à final da maior competição europeia e é novamente derrotado, desta vez pelo Bayern de Munique, na disputa de pênaltis.

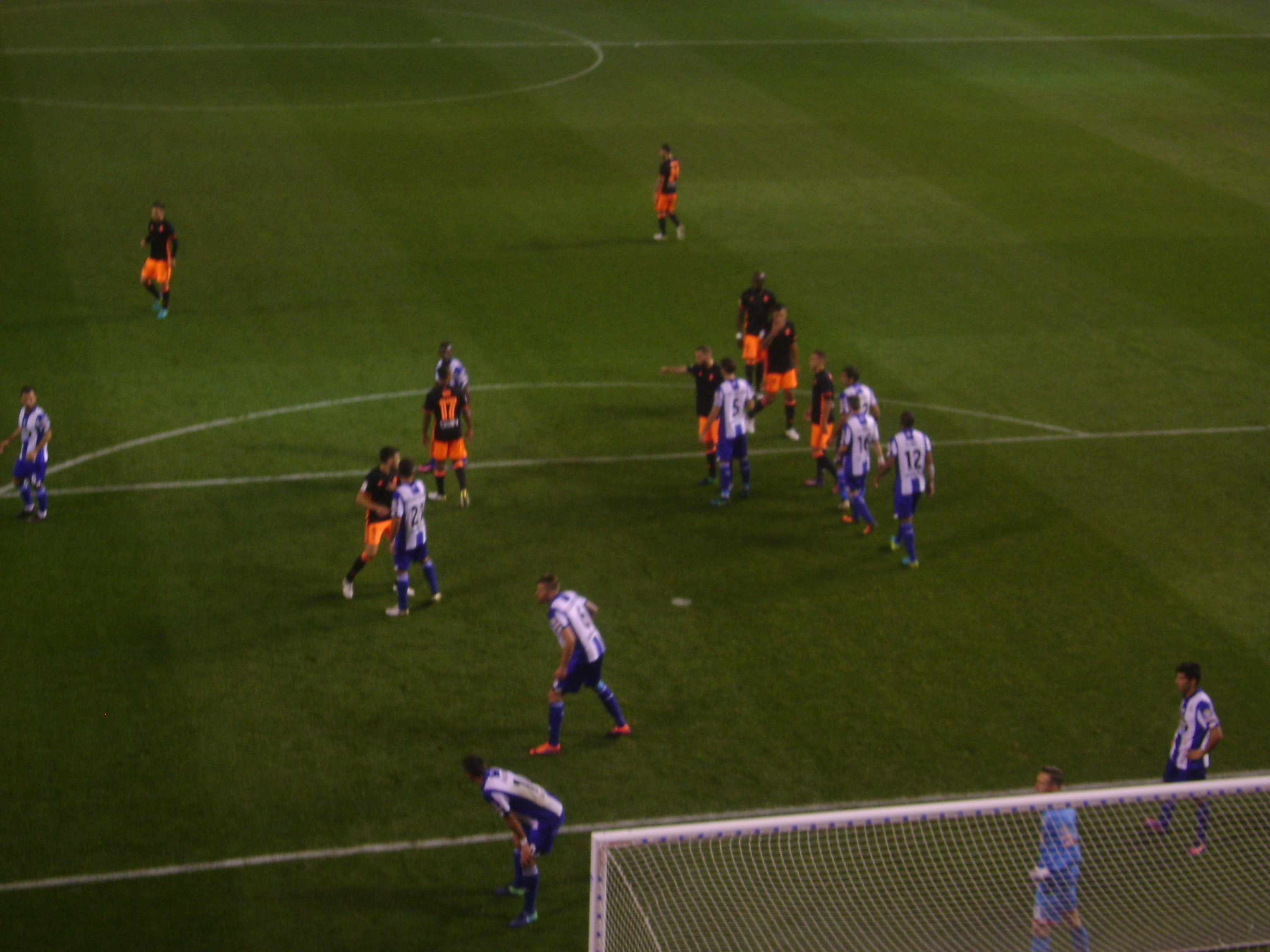
Deportivo de La Coruña vs. Valencia CF.

Em 2001-02, treinado pelo até então desconhecido Rafael Benítez, o Valencia conquista sua quinta Liga Espanhola. Rafa Benítez ainda conquistaria mais uma Liga e a Copa da UEFA, ambas em 2003-04, antes de sair para o Liverpool. Benítez é substituído por Claudio Ranieri, que logo conquista a Supercopa da Europa, mas não obtém o êxito esperado na Liga.
Ainda nos anos 2000, chega à presidência do clube Juan Soler, que inicia as obras para a construção de um novo estádio, o Nou Mestalla, o que endivida bastante o clube. Em 2007-08, o Valencia volta a conquistar a Copa do Rei. Em 2008, Soler é destituído da presidência do clube e assume Manuel Llorente, que realiza uma ampliação de capital, com vistas a resolver os graves problemas financeiros do Valencia.

## Títulos
| CONTINENTAIS | CONTINENTAIS                         | CONTINENTAIS | CONTINENTAIS                                                                              |
|              | Competições                          | Títulos      | Temporadas                                                                                |
| ------------ | ------------------------------------ | ------------ | ----------------------------------------------------------------------------------------- |
|              | Liga Europa da UEFA                  | 1            | 2003-04                                                                                   |
|              | Recopa Europeia da UEFA              | 1            | 1979-80                                                                                   |
|              | Supercopa da UEFA                    | 2            | 1980 e 2004                                                                               |
|              | Copa Intertoto da UEFA               | 1            | 1998                                                                                      |
|              | Taça das Cidades com Feiras          | 2            | 1961-62 e 1962-63                                                                         |
| NACIONAIS    |                                      |              |                                                                                           |
|              | Competições                          | Títulos      | Temporadas                                                                                |
|              | Campeonato Espanhol                  | 6            | 1941-42, 1943-44, 1946-47, 1970-71, 2001-02 e 2003-04                                     |
|              | Copa do Rei                          | 8            | 1940-41, 1948-49, 1953-54, 1966-67, 1978-79, 1998-99, 2007-08 e 2018-19                   |
|              | Supercopa da Espanha                 | 1            | 1999                                                                                      |
| semmdolura   | Campeonato Espanhol - 2ª Divisão     | 2            | 1930-31 e 1986-87                                                                         |
|              | Copa Eva Duarte                      | 1            | 1948-49                                                                                   |
|              | Campeonato da Espanha de Aficionados | 1            | 1941-42                                                                                   |
| REGIONAIS    |                                      |              |                                                                                           |
|              | Competições                          | Títulos      | Temporadas                                                                                |
|              | Campeonato Regional de Levante       | 4            | 1922-23, 1924-25, 1936-37 e 1939-40                                                       |
|              | Campeonato Regional de Valencia      | 10           | 1922-23, 1924-25, 1925-26, 1926-27, 1930-31, 1931-32, 1932-33, 1933-34, 1936-37 e 1939-40 |
|              | Copa Back                            | 1            | 1920                                                                                      |
|              | Copa "El Mercantil Valenciano"       | 1            | 1922                                                                                      |
|              | Copa Hidràulic                       | 1            | 1939                                                                                      |
|              | Troféu do Município de Valência      | 1            | 1921                                                                                      |
|              | Troféu Feira de Julho                | 1            | 1921                                                                                      |
| TOTAL        |                                      |              |                                                                                           |
|              | Conquistas                           | Títulos      | Categorias                                                                                |
|              | Títulos oficiais                     | 45           | 7 Continentais, 19 Nacionais e 19 Regionais                                               |

Campanhas em destaque
- Liga dos Campeões da UEFA

Melhor colocação: Final — 1999/00, 2000/01

## Outras conquistas
- Pequena Taça do Mundo: 1966

 Campeão invicto

## Dados do clube
- Temporadas na Primeira Divisão (1928-2024): 89[5]
- Temporadas na Segunda Divisão: 4
- Posição histórica na Liga Espanhola: 4°
- Melhor posição na Liga Espanhola: 1°
- Pior posição na Liga Espanhola: 16°
- Jogos disputados: 2.550
- Jogos vencidos: 1.141
- Jogos empatados: 587
- Jogos perdidos: 822
- Gols pró: 4.226
- Gols contra: 3.324
- Pontos: 3.219
- Saldo de gols: 902
- Maior goleada em casa: Valencia CF 8 - Sevilla FC 0 (17 de outubro de 1943); Valencia CF 8 - Sporting de Gijón 0 (29 de novembro de 1953)
- Maior goleada fora: UE Lleida 1 - Valencia CF 6 (4 de fevereiro de 1951); Málaga 1 - Valencia CF 6 (31 de janeiro de 2004)
- Maior goleada sofrida em casa: Valencia CF 1 - Athletic de Bilbao 5 (15 de janeiro de 1933); Valencia CF 1 - Real Madrid 5 (31 de outubro de 2007) Valencia CF 0 - 7 Barcelona (3 de fevereiro de 2016)
- Maior artilheiro (Trofeu Pichichi): Mundo (2): 41/42 - 27 gols, 43/44 - 27 gols; Ricardo: 57/58 - 19 gols; Waldo: 66/67 - 24 gols; Kempes (2): 76/77 - 24 gols, 77/78 - 28 gols
- Maior artilheiro espanhol (Trofeu Zarra): David Villa (3): 05/06 - 25 gols, 06/07 - 18 gols, 08/09 - 28 gols
- Goleiro menos vazado (Trofeu Zamora): Eizaguirre (2): 43/44 - 32 gols, 44/45 - 28 gols; Goyo: 57/58 - 28 gols; Abelardo: 70/71 - 19 gols; Manzanedo: 78/79 - 26 gols; Ochotorena: 88/89 - 25 gols; Cañizares (3): 00/01 - 34 gols, 01/02 - 23 gols, 03/04 - 25 gols
- Mais partidas disputadas: Fernando (552)
- Mais minutos disputados: Fernando (51811)
- Mais gols marcados: Mundo (206)

## Estádio

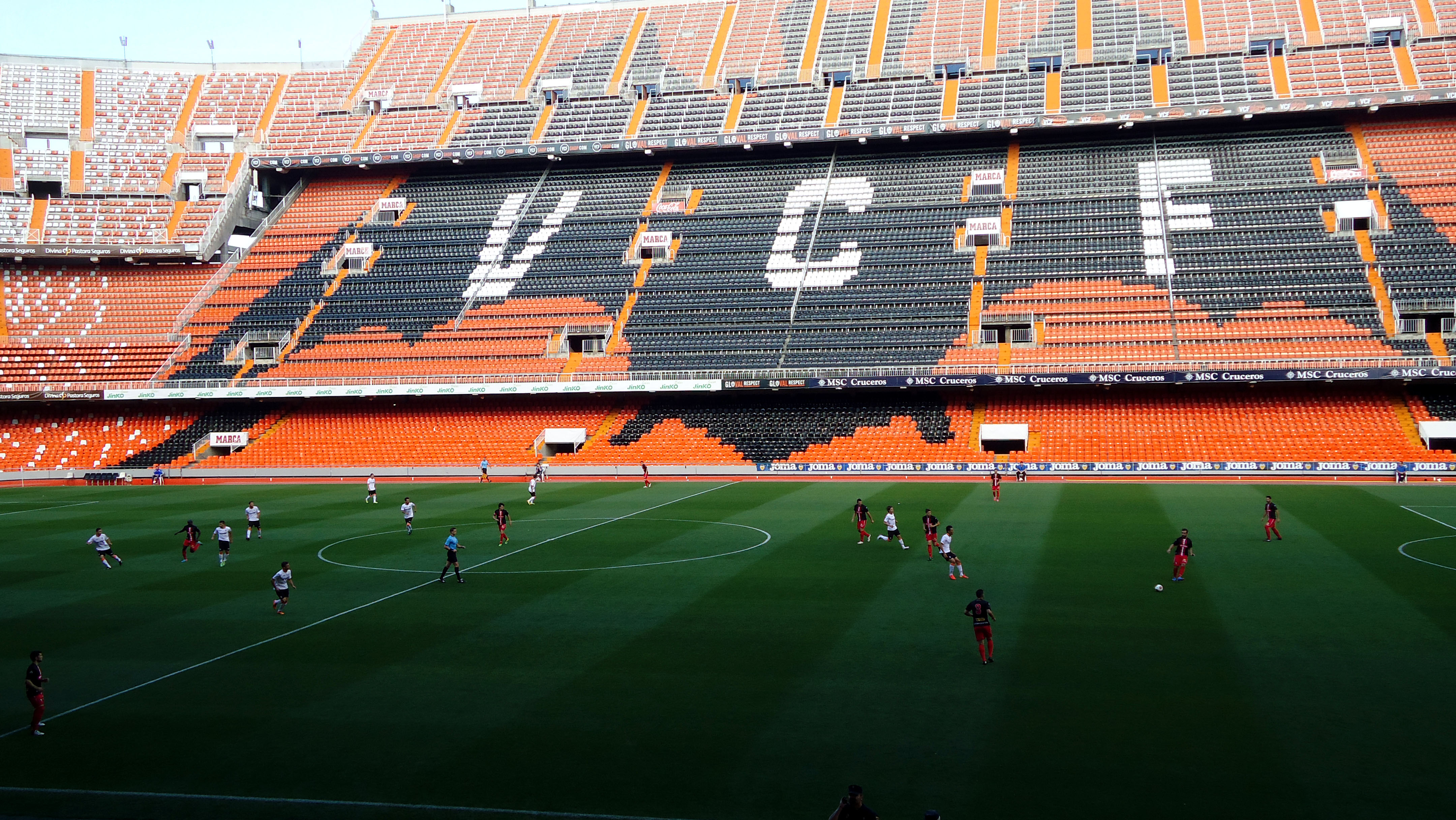
Mestalla 2014.

O estádio do Valencia é o Mestalla. Foi inaugurado em 1923 e atualmente possui capacidade para receber cerca de 48.600 espectadores. O Valencia CF tinha jogado previamente no campo de Algirós. Inicialmente possuía capacidade para receber 17.000 espectadores. A partida inaugural foi um amistoso contra o Levante.

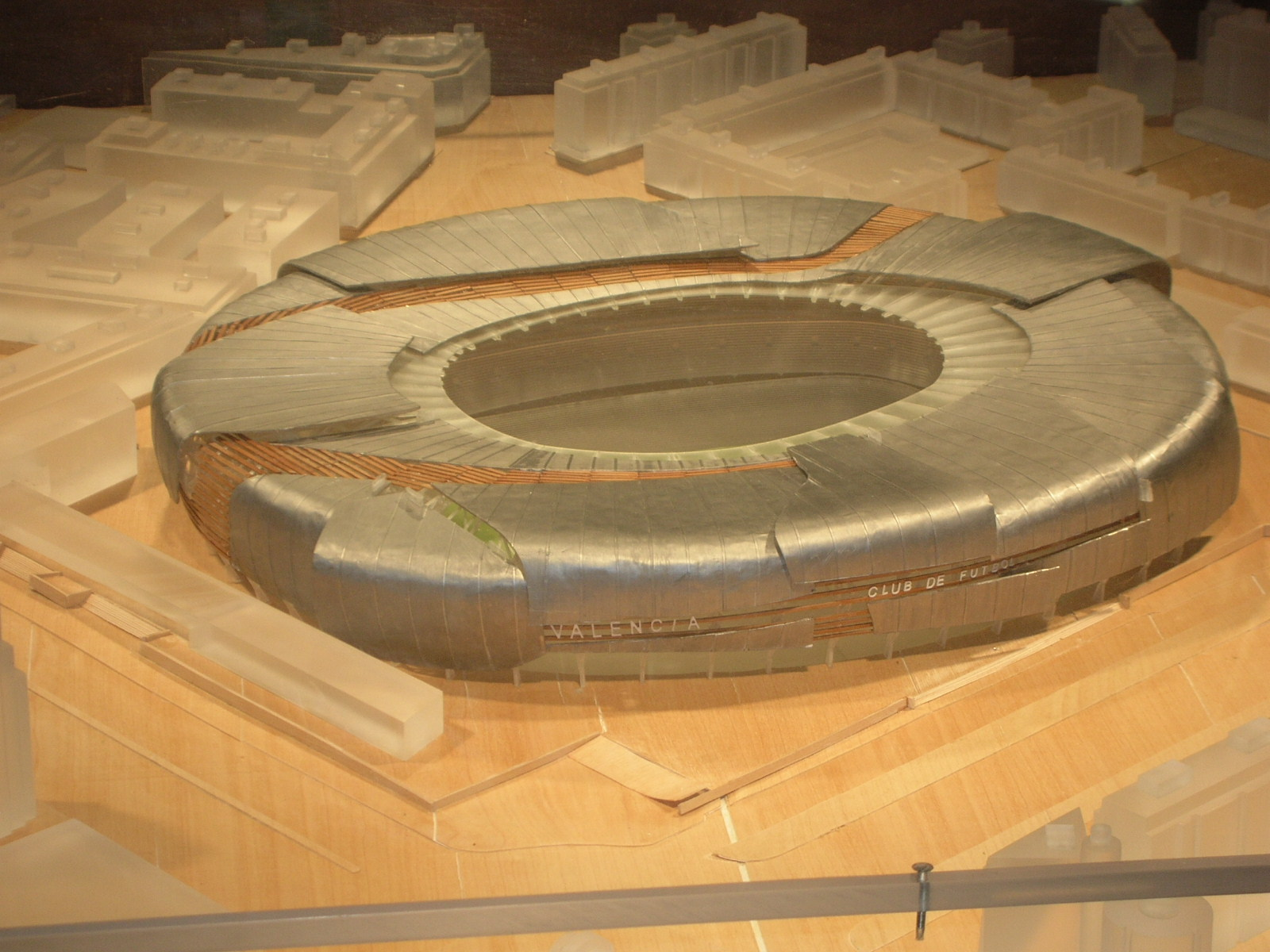
Maqueta Nuevo Mestalla.

O clube fechou um contrato para demolir seu antigo estádio e vender o terreno, e com isso, constrói um estádio novo e completamente moderno (o ranking da FIFA para o estádio é de cinco estrelas) no noroeste de Valência, o Nou Mestalla. Será o quinto maior estádio da Espanha, com capacidade de 75 mil espectadores.

## Ciudad Desportiva de Paterna
Cidade Desportiva de Paterna, (em espanhol: Ciudad Deportiva de Paterna), é um dos complexos desportivos do Valencia CF, e é o maior da Espanha.
Instalações:
- Campo 1: Futebol 11 (105 x 65 metros). Grama natural.
- Campo 2: Futebol 11 (105 x 68 metros). Grama artificial.
- Campo 3: Futebol 11 (105 x 65 metros). Grama natural.
- Campo 4: Futebol 11 (105 x 68 metros). Grama natural.
- Campo primeira equipe: Fútbol 11 (105 x 65 metros). Césped natural.
- Campo segunda equipe: Fútbol 11 (105 x 65 metros). Césped natural.
- Mini Estadio: Futebol 11 (105 x 68 metros). Grama natural, capacidade 3.000 pessoas.
- Centro Poliesportivo:
- Vários Campos de Futebol, 7 com grama artificial.

- Endereço: Carretera Mas Camarena S/N  CP 46980 Paterna, Valencia

## Rivalidades
Dérbi municipal
O principal derby histórico do Valencia CF é o contra o Levante UD, uma vez que ambas as equipes estão sediadas na cidade de Valência, por isso o nome Derby de Valência. Esta rivalidade histórica nasceu no início do Século XX, durante os Campeonatos Regionais de Valência, embora tenha sido reduzida posteriormente devido à criação da liga espanhola de futebol, competição onde o Valencia CF jogou a maior parte da sua história na Primeira Divisão, enquanto Levante UD o fez em categorias inferiores (daí a grande diferença de palmares entre os dois). No entanto, o derby tomou força no Século XXI, já que ambas as equipes se encontraram novamente na Primeira Divisão por várias vezes.
Dérbis regionais
Outra equipe contra a qual há uma rivalidade geográfica e esportiva é o Villarreal CF. Ambas as equipes pertencem à mesma Comunidade Autônoma e atingiram um alto nível desportivo durante o início do século XXI, disputando os mesmos lugares nas competições, tanto no da Primeira Divisão e lutando por vaga para entrar em competições europeias, como a Liga dos Campeões e a Taça UEFA. O nome do confronto entre essas equipes é chamado de Derbi de la Comunitat. Ainda assim, as equipes de Elche e Hércules CF são aquelas que o Valencia CF mais jogou em dérbis Valência na Primeira Divisão.
Outros dérbis
Tal como outros clubes da Liga, o Valencia CF mantém rivalidades com outros clubes que ultrapassam o âmbito regional. Estas rivalidades desportivas caracterizam-se pela disputa e competição pelos títulos em jogo.
As rivalidades nacionais têm como representantes máximos o Real Madrid e FC Barcelona, clubes com maior orçamento e maior número de títulos esportivos no futebol espanhol. Também Atlético de Madrid e Athletic Club são clubes com os quais Valencia historicamente se esforça para os mesmos postos nas tabelas de classificação. No entanto, desde o final do século XX, o Deportivo La Coruña e, mais tarde, o Sevilla FC mantiveram rivalidades com o Valencia CF na disputa para alcançar os mesmos objetivos.

## Treinadores
| Nome                           | Anos      |
| ------------------------------ | --------- |
| Antonin Fivebr                 | 1923-1927 |
| James Herriot                  | 1927-1929 |
| Antonin Fivebr                 | 1929-1931 |
| Rodolfo Galloway               | 1931-1933 |
| Jack Greenwell                 | 1933-1934 |
| Antonin Fivebr                 | 1934-1935 |
| Andrés Balsa                   | 1935-1936 |
| Ramón Encinas Dios             | 1939-1942 |
| Leopoldo Costa "Rino"          | 1942-1943 |
| Eduardo Cubells                | 1943-1946 |
| Luis Casas Pasarín             | 1946-1948 |
| Jacinto Quincoces              | 1948-1954 |
| Carlos Iturraspe               | 1954-1956 |
| Luis Miró                      | 1956-1958 |
| Jacinto Quincoces              | 1958-1959 |
| Otto Bumbel                    | 1959-1960 |
| Domingo Balmanya               | 1960-1962 |
| Alejandro Scopelli             | 1962-1963 |
| Bernardino Pérez "Pasieguito"  | 1963-1964 |
| Edmundo Suárez                 | 1964-1965 |
| Sabino Barinaga                | 1965-1966 |
| Edmundo Suárez                 | 1966-1968 |
| José Iglesias "Joseíto"        | 1968-1969 |
| Enrique Buqué Salvador Artigas | 1969-1970 |
| Alfredo Di Stéfano             | 1970-1974 |
| Milovan Ćirić                  | 1974-1975 |
| Dragoljub Milošević            | 1975      |
| Manolo Mestre                  | 1975-1976 |
| Heriberto Herrera              | 1976-1977 |
| Manolo Mestre                  | 1977      |
| Marcel Domingo                 | 1977-1979 |
| Bernardino Pérez "Pasieguito"  | 1979      |
| Alfredo Di Stéfano             | 1979-1980 |
| Bernardino Pérez "Pasieguito"  | 1980-1982 |
| Manolo Mestre                  | 1982      |
| Miljan Miljanić                | 1982-1983 |
| Koldo Aguirre                  | 1983      |
| Paquito García Gómez           | 1983-1984 |
| Roberto Gil                    | 1984-1985 |
| Óscar Rubén Valdez             | 1985-1986 |
| Alfredo Di Stéfano             | 1986-1988 |
| Roberto Gil                    | 1988      |
| Víctor Espárrago               | 1991-1993 |
| Francisco Real                 | 1993      |
| Héctor Núñez                   | 1993-1994 |
| José Manuel Rielo              | 1994      |
| Guus Hiddink                   | 1994      |
| Carlos Alberto Parreira        | 1994-1995 |

| Nome                  | Anos      |
| --------------------- | --------- |
| José Manuel Rielo     | 1995      |
| Luis Aragonés         | 1995-1997 |
| Jorge Valdano         | 1997      |
| José Manuel Rielo     | 1997      |
| Claudio Ranieri       | 1997-1999 |
| Héctor Cúper          | 1999-2001 |
| Rafa Benítez          | 2001-2004 |
| Claudio Ranieri       | 2004-2005 |
| Antonio López Habas   | 2005      |
| Quique Sánchez Flores | 2005-2007 |
| Óscar Fernández       | 2007      |
| Ronald Koeman         | 2007-2008 |
| Voro González         | 2008      |
| Unai Emery            | 2008-2012 |
| Mauricio Pellegrino   | 2012      |
| Ernesto Valverde      | 2012-2013 |
| Miroslav Đukić        | 2013      |
| Juan Antonio Pizzi    | 2014      |
| Nuno Espírito Santo   | 2014-2015 |
| Gary Neville          | 2015-2016 |
| Pako Ayestaran        | 2016      |
| Cesare Prandelli      | 2016      |
| Voro González         | 2017      |
| Marcelino García      | 2017-2019 |
| Albert Celades        | 2019-2020 |
| Voro González         | 2020      |
| Javi Gracia           | 2020-2021 |
| Voro González         | 2021      |
| José Bordalás         | 2021-2022 |
| Gennaro Gattuso       | 2022-2023 |
| Rubén Baraja          | 2023-     |

## Recordes de partidas disputadas
|    | Jogador               | Anos      | Partidas |
| -- | --------------------- | --------- | -------- |
| 1  | Fernando Gómez        | 1983-1998 | 553      |
| 2  | Ricardo Penella Arias | 1976-1992 | 521      |
| 3  | David Albelda         | 1995-2013 | 485      |
| 4  | Miguel Ángel Angulo   | 1996-2009 | 434      |
| 9  | Manuel Mestre         | 1956-1969 | 424      |
| 6  | Santiago Cañizares    | 1996-2008 | 418      |
| 7  | Enrique Saura         | 1975-1985 | 400      |
| 8  | Dani Parejo           | 2011-2020 | 383      |
| 9  | José Claramunt        | 1966-1978 | 375      |
| 10 | Carlos Arroyo         | 1985-1996 | 373      |

## Maiores artilheiros
- Em jogos oficiais.

|    | Jogador        | Anos                | Gols |
| -- | -------------- | ------------------- | ---- |
| 1  | Edmundo Suárez | 1939-1950           | 206  |
| 2  | Waldo Machado  | 1961-1970           | 160  |
| 3  | Mario Kempes   | 1976-1981 1982-1984 | 146  |
| 4  | Fernando Gómez | 1983-1998           | 143  |
| 5  | David Villa    | 2005-2010           | 129  |
| 6  | Silvestre Igoa | 1941-1950           | 117  |
| 7  | Manuel Badenes | 1950-1956           | 102  |
| 8  | Vicente Seguí  | 1946-1959           | 91   |
| 9  | Luboslav Penev | 1989-1995           | 88   |
| 10 | Epi Fernández  | 1940-1949           | 87   |

## Artilheiros do Campeonato Espanhol - Troféu Pichichi
- Edmundo Suárez: 27 (1941-42)
- Edmundo Suárez: 27 (1943-44)
- Ricardo Alós: 19 (1957-58)
- Waldo Machado: 24 (1966-67)
- Mario Kempes: 24 (1976-77)
- Mario Kempes: 28 (1977-78)

## Goleiros menos vazados do Campeonato Espanhol - Troféu Zamora
- Ignacio Eizaguirre (1943-44)
- Ignacio Eizaguirre (1944-45)
- Gregorio Vergel (1957-58)
- Asturias Ángel Abelardo (1970-71)
- José Luis Fernández Manzanedo (1978-79)
- José Manuel Ochotorena (1988-89)
- Santiago Cañizares (2000-01)
- Santiago Cañizares (2001-02)
- Santiago Cañizares (2003-04)

## Elenco atual
Última atualização: 18 de agosto de 2025.

## Uniformes

### 1º Uniforme
| 2020–2021 | 2019–2020 | 2018–2019 | 2017–2018 | 2016–2017 | 2015–2016 | 2014–2015 | 2013–2014 | 2012–2013 | 2011–2012 |

| 2010–2011 | 2009–2010 | 2008–2009 | 2007–2008 | 2006–2007 | 2005–2006 |

### 2º Uniforme
| 2020–2021 | 2019–2020 | 2018–2019 | 2017–2018 | 2016–2017 | 2015–2016 | 2014–2015 | 2013–2014 | 2012–2013 | 2011–2012 |

| 2010–2011 | 2009–2010 | 2008–2009 | 2007–2008 | 2006–2007 | 2005–2006 |

### 3º Uniforme
| 2020–2021 | 2019–2020 | 2018–2019 | 2017–2018 | 2016–2017 |  |  |  |  |  |  |  |  |  |  |  |  |  |  |  |  |  |  |  |  |  |  |  |  |  |  | 2014–2015 | 2013–2014 | 2012–2013 | 2011–2012 |

| 2010–2011 |  |  |  |  |  |  |  |  |  |  |  |  |  |  |  |  |  |  |  |  |  |  |  |  |  |  |  |  |  |  |  |  |  |  |  |  |  |  |  |  |  |  |  |  |  |  |  |  |  |  |  |  |  |  |  |  |  |  |  |  |  |  |  |  |  |  |  |  |  |  |  |  |  |  |  |  |  |  | 2006–2007 |

### Outros Uniformes
| 1º Copa 2009–2010 |

## Material esportivo e patrocinadores
| Temporada | Fabricante | Patrocinador         |
| --------- | ---------- | -------------------- |
| 1980–1982 | Adidas     | Nenhum               |
| 1982–1985 | Ressy      | Nenhum               |
| 1985–1990 | Rasan      | Bancaja              |
| 1990–1992 | Puma       | Bancaja              |
| 1992–1993 | Puma       | Comunitat Valenciana |
| 1993–1994 | Luanvi     | Comunitat Valenciana |
| 1994–1995 | Luanvi     | Cip                  |
| 1995–1998 | Luanvi     | Ford                 |
| 1998–2000 | Luanvi     | Terra Mítica         |
| 2000–2001 | Nike       | Terra Mítica         |
| 2001–2002 | Nike       | Metrored             |
| 2002–2003 | Nike       | Terra Mítica         |
| 2003–2008 | Nike       | Toyota               |
| 2008–2009 | Nike       | Valencia Experience  |
| 2009–2011 | Kappa      | Unibet               |
| 2011–2014 | Joma       | Jinko Solar          |
| 2014–2018 | Adidas     | nenhum               |
| 2019–     | Puma       | bwin                 |